# Reinhardshagen
Reinhardshagen este o comună din landul Hessa, Germania.
1. ↑   https://reinhardshagen.de/rathaus/politik/buergermeister/ Lipsește sau este vid: |title= (ajutor)
2. ↑  Alle politisch selbständigen Gemeinden mit ausgewählten Merkmalen am 31.12.2018 (4. Quartal) (în germană), Statistisches Bundesamt[*], arhivat din original la 10 martie 2019, accesat în 10 martie 2019
3. ↑   https://www.statistikportal.de/de/produkte/gemeindeverzeichnis, accesat în 14 august 2020 Lipsește sau este vid: |title= (ajutor)